# Edmund Burns
Pour les articles homonymes, voir Burns.
Edmund Burns (souvent crédité Edward Burns) est un acteur américain, né le 27 septembre 1892 à Philadelphie (Pennsylvanie), mort le 2 avril 1980 à Los Angeles (Californie).

## Biographie
Edmund Burns débute au cinéma avec un petit rôle non crédité dans Naissance d'une nation de D. W. Griffith (avec Lillian Gish et Mae Marsh), sorti en 1915. Suivent près de soixante-dix autres films muets (majoritairement américains) jusqu'en 1929, dont L'Admirable Crichton (1919) de Cecil B. DeMille et Les Loups de Montmartre de Sidney Olcott (1924), tous deux avec Gloria Swanson, ainsi que She Goes to War d'Henry King (partiellement sonorisé, 1929, avec Eleanor Boardman).
Après le passage au parlant, il apparaît encore dans une trentaine de films. Notamment, il est acteur de second rôle dans quelques séries B, comme le serial L'Aigle de la mort (The Shadow of the Eagle) de Ford Beebe et B. Reeves Eason (1932, avec John Wayne). Mais il tient surtout des petits rôles (souvent non crédités), comme dans Tête brûlée de John Ford (1932, avec Ralph Bellamy et Gloria Stuart), Female de Michael Curtiz (1933, avec Ruth Chatterton et George Brent), ou encore Cléopâtre de Cecil B. DeMille (1934, avec Claudette Colbert dans le rôle-titre). Ses deux derniers films sortent en 1936 (dont Hollywood Boulevard de Robert Florey, avec John Halliday et Marsha Hunt), après quoi il se retire définitivement.

## Filmographie partielle
(films américains, sauf mention contraire)
- 1915 : Naissance d'une nation (The Birth of a Nation) de D. W. Griffith : un membre du Ku Klux Klan
- 1917 : The Slave de William Nigh : Egbert Atwell
- 1917 : Diamonds and Pearls de George Archainbaud : John Leffingwell Jr.
- 1918 : The Wasp de Lionel Belmore : le colocataire d'Harry
- 1918 : La Menace du passé (The Danger Mark) d'Hugh Ford : Scott Seagrave
- 1918 : Under the Greenwood Tree d'Émile Chautard : Sir Kenneth Graham
- 1918 : Love Watches d'Henry Houry : comte André de Juvigny
- 1919 : L'Impossible Mariage (Marriage for Convenience) de Sidney Olcott : Ned Gardiner
- 1919 : L'Admirable Crichton (Male and Female) de Cecil B. DeMille : Treherne
- 1919 : Miss Adventure de Lynn Reynolds : Richard Hamilton
- 1919 : Un jeune homme trop rangé (A Very Good Young Man) de Donald Crisp : Adrian Love
- 1919 : The Love Burglar de James Cruze : Arthur Strong
- 1920 : Eyes of the Heart de Paul Powell : Mike Hogan
- 1920 : Une heure avant l'aube (One Hour Before Dawn) d'Henry King : Arthur
- 1920 : L'Ève éternelle (To Please One Woman) de Lois Weber : Dr John Ransome
- 1920 : La Vierge d'Istanbul (The Virgin of Stamboul) de Tod Browning : Hector Baron
- 1921 : Children of the Night de John Francis Dillon : Barry Dunbar
- 1921 : Hickville to Broadway de Carl Harbaugh : Peter Van Reuter
- 1921 : Opened Shutters de William Worthington : John Dunham
- 1921 : Fifty Candles d'Irvin Willat : Ralph Coolidge
- 1922 : L'Émeraude fatale (The Green Temptation) de William Desmond Taylor : Hugh Duyker
- 1922 : Lights of the Desert d'Harry Beaumont : Andrew Reed
- 1922 : Roman chinois (East Is West) de Sidney Franklin : Billy Benson
- 1922 : Distraction de millionnaire (The Ruling Passion) de F. Harmon Weight
- 1922 : The Lavender Bath Lady de King Baggot : David Bruce
- 1923 : Jazzmania de Robert Z. Leonard : Sonny Daimler
- 1923 : The Country Kid de William Beaudine : Arthur Grant
- 1923 : L'Automne de la vie (The Dangerous Age) de John M. Stahl : Tom
- 1923 : Scars of Jealousy de Lambert Hillyer : Jeff Newland
- 1924 : The Dramatic Life of Abraham Lincoln de Phil Rosen : John McNeil
- 1924 : Les Loups de Montmartre (The Humming Bird) de Sidney Olcott : Randall Carey
- 1924 : Broadway After Dark de Monta Bell : Jack Devlin
- 1924 : The Guilty One de Joseph Henabery : Donald Short
- 1924 : Garragan de Ludwig Wolff
- 1925 : The Million Dollar Handicap de Scott Sidney : George Mortimer
- 1925 : Der Farmer aus Texas de Joe May (film allemand) : Erik
- 1925 : Manucure (The Manicure Girl) de Frank Tuttle  : Antonio Luca
- 1925 : Hell's Highroad de Rupert Julian : Ronald McKane
- 1925 : Simon the Jester de George Melford : Dale Kynnersly
- 1926 : Made for Love de Paul Sloane : Nicholas Ainsworth
- 1926 : Out of the Storm de  Louis J. Gasnier : James Morton
- 1926 : Le Père Goriot (Paris at Midnight) d'E. Mason Hopper : Eugène de Rastignac
- 1926 : Son premier succès (Sunny Side Up) de Donald Crisp : Stanley Dobrington
- 1926 : Forlorn River (en) de John Waters : Ben Ide
- 1926 : Whispering Wires d'Albert Ray : Barry McGill

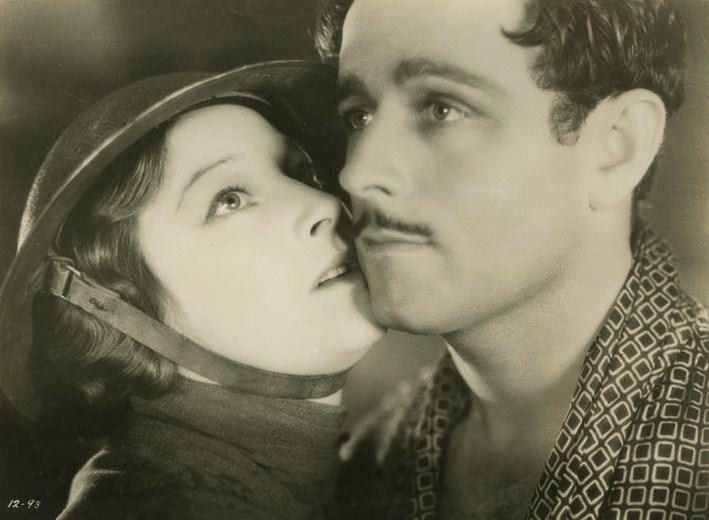
Avec Eleanor Boardman, dans She Goes to War (1929)

- 1927 : Poor Girls (en) de William J. Craft : Richard Deane
- 1927 : Le Perroquet chinois (The Chinese Parrot) de Paul Leni : Robert Eden
- 1928 : Phyllis of the Follies d'Ernst Laemmle : Clyde Thompson
- 1928 : The Adorable Outcast de Norman Dawn (film australien) : Stephen Conn
- 1928 : Ransom de George B. Seitz : Burton Meredith
- 1929 : Mademoiselle et son chauffeur (Children of the Ritz) de John Francis Dillon : Jerry Wilder
- 1929 : She Goes to War d'Henry King : Reggie van Kuyper
- 1929 : Hard to Get de William Beaudine : Dexter Courtland
- 1929 : The Love Racket (en) de William A. Seiter : George Wayne
- 1929 : Tanned Legs de Marshall Neilan : Clinton Darrow
- 1931 : Hell Bent for Frisco de Stuart Paton : Frank Kenton
- 1931 : The Devil Plays de Richard Thorpe : Dick Quincy
- 1931 : Sea Devils de Joseph Levering : Richard Charters
- 1932 : The Death Kiss d'Edwin L. Marin : Myles Brent
- 1932 : Tête brûlée (Airmail) de John Ford : l'animateur radio
- 1932 : L'Aigle de la mort (The Shadow of the Eagle) de Ford Beebe et B. Reeves Eason (serial) : Clark
- 1932 : Fille de feu (Call Her Savage) de John Francis Dillon : Jack Carter
- 1932 : The Western Limited de Christy Cabanne : Sinclair
- 1933 : The Death Kiss d'Edwin L. Marin
- 1933 : Dangerously Yours de Frank Tuttle : Tony
- 1933 : Female de Michael Curtiz : le secrétaire d'Alison
- 1933 : Rusty Rides Alone de D. Ross Lederman : Steve Reynolds
- 1934 : Whom the Gods Destroy (en) de Walter Lang : l'associé de Forrester
- 1934 : Cléopâtre (Cleopatra) de Cecil B. DeMille : un romain
- 1935 : People Will Talk d'Alfred Santell : Douglas Mahoney
- 1935 : Mon mari le patron (She Married the Boss) de Gregory La Cava : le photographe du journal
- 1936 : Hollywood Boulevard de Robert Florey : le patron du Pago Pago
- 1936 : Calibre neuf millimètres (Murder with Pictures) de Charles Barton : un journaliste